# Iefim Fomine
Pour les articles homonymes, voir Fomine.
Iefim Moisseïevitch Fomine (en russe : Ефим Моисеевич Фомин), né le 15 janvier 1909 et mort le 26 juin 1941, est un commissaire politique soviétique. Il prend part à la défense de la forteresse de Brest fin juin 1941.

## Biographie
Iefim Fomine est né dans la région de Liozna dans une famille juive. Ses parents meurent quand il est très jeune et il est élevé à l'orphelinat. À l'âge de 15 ans, il rejoint les Komsomol, la jeunesse communiste, et travaille dans une usine de chaussures à Vitebsk. En 1930, à l'âge de 21 ans, il adhère  au Parti communiste et en 1932, il rejoint l'Armée rouge et devient commissaire politique.
En juin 1941, il participe à Bataille de Brest-Litovsk.
Capturé le 26 juin, il est identifié par l'armée allemande comme commissaire politique et comme juif et, conformément aux ordres, il est immédiatement exécuté.
En 1957, il est décoré de l'ordre de Lénine à titre posthume.

## Distinctions
- L'ordre de Lénine
- L'ordre du Drapeau rouge